# The Broadsword and the Beast
| Recensione       | Giudizio |
| ---------------- | -------- |
| AllMusic         | · (1982) |
| AllMusic         | · (2005) |
| Rolling Stone    |          |
| Progarchives     |          |
| George Starostin | [ 2 ]    |

(da "Beastie")
(da "Broadsword")
The Broadsword and the Beast è un album della band progressive rock inglese Jethro Tull, pubblicato nel 1982.

## Il disco
The Broadsword and the Beast (noto anche semplicemente come Broadsword) nacque in un certo senso come risposta da parte di Ian Anderson alle critiche negative ricevute per il precedente album, A.
Effettivamente i fans di vecchia data non apprezzarono particolarmente il radicale cambio di suono di quel disco, allontanatosi forse eccessivamente dagli ormai classici e tradizionali elementi che resero celebre la band nei primi anni settanta.
Fu necessario un nuovo cambio, seppur parziale, all'interno dei membri del gruppo. Alla batteria si segnala l'arrivo di Gerry Conway mentre alle tastiere è di assoluto rilievo l'entrata in scena di Peter-John Vettese che contribuirà non poco alla realizzazione del nuovo album. L'album ha avuto tuttavia una storia complicata: durante le sessioni al Maison Rouge Studio (lo studio di registrazione fondato da Ian Anderson basato sul Maison Rouge Mobile Studio con il quale il gruppo registrò a metà anni '70 Minstrel in the Gallery e Too Old to Rock 'n' Roll: Too Young to Die!), durate per tutto il 1981 il complesso realizzò una mole enorme di canzoni, tale da renderne quasi impossibile la pubblicazione su vinile. Soltanto una scelta casuale della tracklist permise di uscire dall'impasse e di distribuire il nuovo lavoro del gruppo di Anderson.
Nel 2005 è uscita una nuova versione di Broadsword contenente ben 8 tracce bonus, tralasciate nella versione in vinile per ovvie ragioni di spazio.
Dopo essere stato annunciato con un anno e mezzo di anticipo, il 1º settembre 2023 è uscito un cofanetto speciale per celebrarne il quarantesimo anniversario: The 40th Anniversary Monster Edition, contenente tre CD con le sessioni complete dell'album remixate da Steven Wilson, altri due che documentano un concerto del 1982 a Friburgo in Brisgovia e tre DVD.

## Tracce
Tutte le canzoni sono state scritte da Ian Anderson, con materiale aggiuntivo di Peter-John Vettese.
1. Beastie – 3:58
2. Clasp – 4:18
3. Fallen on Hard Times – 3:13
4. Flying Colours – 4:39
5. Slow Marching Band – 3:40
6. Broadsword – 5:03
7. Pussy Willow – 3:55
8. Watching Me Watching You – 3:41
9. Seal Driver – 5:10
10. Cheerio – 1:09
  - Bonus track aggiunte nella rimasterizzazione del 2005:
11. Jack Frost and the Hooded Crow – 3:22
12. Jack A Lynn – 4:40
13. Mayhem Maybe – 3:06
14. Too Many Too – 3:28
15. Overhang – 4:29
16. Rhythm in Gold – 3:08
17. I Am Your Gun – 3:19
18. Down at the End of Your Road – 3:31

## The Broadsword And The Beast - The 40th Anniversary Monster Edition
Nel 2023, in occasione del 40º anniversario del disco, è stato pubblicato il box set The 40th Anniversary Monster Edition. L'album venne riproposto in un cofanetto comprendente 5 CD e 3 DVD, contenenti tutti i brani remixati da Steven Wilson, brani extra e dal vivo del 1982.

### Disco 1 - Steven Wilson’s Remix
1. Beastie – 3:58
2. Clasp – 4:18
3. Fallen on Hard Times – 3:13
4. Flying Colours – 4:39
5. Slow Marching Band – 3:40
6. Broadsword – 5:03
7. Pussy Willow – 3:55
8. Watching Me Watching You – 3:41
9. Seal Driver – 5:10
10. Cheerio – 1:09
11. Fallen On Hard Times (1st Master, Dec '81 Sessions)
12. Beastie (2nd Master, Dec '81 Sessions)
13. Fallen On Hard Times (2nd Master, Dec '81 Sessions)
14. Seal Driver (1st Master, Dec '81 Sessions)
15. Cheerio (Ensemble Vocal Version)
16. Jack-A-Lynn
17. Beastie Shouts!

### Disco 2
1. Roland's Entry (Instrumental)
2. Lights Out
3. The Curse (Version 1)
4. The Curse (Version 2)
5. Too Many Too
6. Calafel (Instrumental)
7. I'm Your Gun
8. No Step
9. Down at the End of Your Road
10. Mayhem Maybe (With 1988 Overdubs)
11. Commons Brawl (With 1993 Overdubs)
12. Return to Calafel (Instrumental)
13. Jack Frost and the Hooded Crow
14. The Swirling Pit (Instrumental)
15. Inverness Sleeper
16. Crew Nights (Combined Version) [with Some 1993 Overdubs]
17. Rhythm in Gold
18. Overhang (With 1988 Overdubs)
19. Jack-A-Lynn (Band Version)
20. Motoreyes
21. Drive On the Young Side of Life (With 1993 Overdubs)

### Disco 3
1. Flying Colours
2. Me, Dinosaur
3. Crew Nights
4. Rhythm in Gold
5. Honest Girl
6. DJ Dream
7. Seal Driver
8. Jack-A-Lynn
9. Fallen On Hard Times
10. Drive On the Young Side of Life
11. Beastie
12. Too Many Too
13. I'm Your Gun
14. Down at the End of Your Road
15. Jack Frost and the Hooded Crow
16. Slow Marching Band
17. Pussy Willow
18. Fallen On Hard Times
19. Theakston Music Festival Advert

### Disco 4
1. Clasp (Live in Germany 1982)
2. Hunting Girl (Live in Germany 1982)
3. Fallen On Hard Times (Live in Germany 1982)
4. Pussy Willow (Live in Germany 1982)
5. Broadsword (Live in Germany 1982)
6. Jack-in-the-green (Live in Germany 1982)
7. One Brown Mouse (Live in Germany 1982)
8. Seal Driver (Live in Germany 1982)
9. Heavy Horses (Live in Germany 1982)
10. Weathercock/Fire at Midnight (Live in Germany 1982)
11. Keyboard Instrumental (Live in Germany 1982)
12. Sweet Dream (Live in Germany 1982)

### Disco 5
1. Flying Colours (Live in Germany 1982)
2. Songs from the Woods (Live in Germany 1982)
3. Watching Me, Watching You (Live in Germany 1982)
4. Band Introductions (Live in Germany 1982)
5. The Swirling Pit (Live in Germany 1982)
6. Pibroch/Black Satin Dancer (Live in Germany 1982)
7. Beastie (Live in Germany 1982)
8. Too Old to Rock 'N' Roll: Too Young to Die! (Live in Germany 1982)
9. Aqualung (Live in Germany 1982)
10. Minstrel in the Gallery (Live in Germany 1982)
11. Locomotive Breath/Black Sunday (Live in Germany 1982)
12. Cheerio (Live in Germany 1982)

### DVD 1
1. The Broadsword and the Beast Remixed to 96/24 LPCM Stereo and DTS and Dolby Digital 5.1 Surround Sound + Flat Transfer of the 1982 Original Mix And...

### DVD 2
1. Associated Recordings Remixed to 96/24 LPCM Stereo and DTS and Dolby Digital 5.1 Surround Sound

### DVD 3
1. Live in Germany (As Per Discs 4 & 5) Remixed to 96/24 LPCM Stereo and DTS and Dolby Digital 4.1 Surround Sound

## Curiosità
- I simboli runici intorno ai bordi della copertina vengono da un sistema di rune usato da J. R. R. Tolkien nel Signore degli Anelli. Le parole sono, tuttavia, in inglese: il testo di apertura di Broadsword ("I see a dark sail on the horizon, set under a black cloud that hides the sun. Bring me my broadsword and clear understanding. Bring me my cross of gold as a talisman").
- Nella versione originale i due lati si chiamano rispettivamente come le canzoni d'apertura (Beastie e Broadsword).
- Nella canzone d'apertura, Beastie, un verso recita if you wear a warmer sporran (traducibile in se indossi uno sporran più caldo). Il warmer sporran è un possibile riferimento allo strumentale Warm Sporran, quinta traccia dell'album Stormwatch del 1979, a cui colleghiamo ivi la pagina per ulteriori dettagli.

## Formazione
- Ian Anderson - voce, flauto traverso, chitarra acustica
- Martin Barre - chitarra, chitarra acustica
- Peter-John Vettese - tastiere, pianoforte
- Gerry Conway - batteria, percussioni
- Dave Pegg - basso, mandolino, voce